# Brunnskällan
Brunnskällan eller även kallad brunnshuset eller pumphuset är en liten byggnad över den järnhaltiga källan på Ronneby brunn. Källan har ända sedan brunnsverksamheten startade 1705 varit Ronneby brunns självklara centrum och pumphuset återfinns som symbol för både Brunnsparken och Ronneby brunn som helhet. Det nuvarande pumphuset uppfördes 1846 men källan har redan från början haft olika enklare överbyggnader.
Byggnaden består av en mångkantig byggnadsvolym i klassicistisk arkitektur med drag av ett grekiskt tempel och inslag av toskanska stildrag. Byggnaden är med arkitektoniskt språk täckt med ett flerbrutet tälttak, det vill säga att taket saknar nock och istället bildar en spets i toppen. Brunnshuset har sedan 2013 blivit en del av den grafiska profilen för Ronneby kommun vilket kan ge en bild av Brunnshusets symboliska värde för staden Ronneby. Sedan 2003 är byggnaden en del av kulturreservatet Ronneby brunnspark.